# Diego Flaccadori
Diego Flaccadori (Seriate, 5 aprile 1996) è un cestista italiano.

## Carriera

### Club
All'età di 17 anni esordisce in Divisione Nazionale A Silver con la Blu Basket Treviglio e gioca 22 partite per un totale di 63 punti, contribuendo al raggiungimento dei play-off da parte della squadra bergamasca.
L'anno successivo, a 18 anni, entra a far parte in pianta stabile della prima squadra della Aquila Basket Trento, riuscendo così ad esordire in Serie A.
Ad aprile 2016 si dichiara eleggibile per il Draft NBA 2016. Tuttavia successivamente tornò sui suoi passi decidendo di non candidarsi al Draft.
Si è nuovamente dichiarato "eleggibile" per il Draft 2017 nel mese di aprile dello stesso anno non venendo però scelto da nessuna squadra..
Nel 2019 passa al Bayern Monaco in Basketball-Bundesliga rimanendovi due stagioni. Nel 2021 torna a Trento. Il 31 luglio 2023 firma un accordo fino al 2025 con l'Olimpia Milano.

### Nazionale
Nel 2012 prende parte ai Campionati Europei Under-16 con l'Italia under 16.
Nel 2014 prende parte agli Europei Under-18 con l'Italia under 18.
Con l'Italia under 19 partecipa ai Mondiali Under-19 del 2015 e nello stesso anno esordisce con l'Italia under 20.

## Statistiche

### Club

#### Campionato stagione regolare
| Stagione        | Squadra          | Competizione | Partite | Partite | Partite | Statistiche tiro | Statistiche tiro | Statistiche tiro | Altre statistiche | Altre statistiche | Altre statistiche | Altre statistiche | Altre statistiche |
| Stagione        | Squadra          | Competizione | Pres.   | Titol.  | Minuti  | Tiri da 2        | Tiri da 3        | Liberi           | Rimb.             | Assist            | Rubate            | Stopp.            | Punti             |
| --------------- | ---------------- | ------------ | ------- | ------- | ------- | ---------------- | ---------------- | ---------------- | ----------------- | ----------------- | ----------------- | ----------------- | ----------------- |
| 2013-2014       | Basket Treviglio | DNA Silver   | 22      | 0       | 207     | 21/46            | 4/18             | 9/18             | 23                | 18                | 8                 | 1                 | 63                |
| 2014-2015       | Aquila Trento    | Serie A      | 22      | 0       | 147     | 13/31            | 10/23            | 5/6              | 17                | 8                 | 7                 | 0                 | 61                |
| 2015-2016       | Aquila Trento    | Serie A      | 30      | 3       | 481     | 28/75            | 22/61            | 36/44            | 53                | 30                | 17                | 3                 | 158               |
| 2016-2017       | Aquila Trento    | Serie A      | 30      | 11      | 660     | 66/136           | 29/88            | 51/67            | 64                | 50                | 21                | 6                 | 270               |
| 2017-2018       | Aquila Trento    | Serie A      | 30      | 4       | 633     | 49/121           | 35/106           | 62/87            | 56                | 49                | 29                | 3                 | 265               |
| 2018-2019       | Aquila Trento    | Serie A      | 28      | 3       | 269     | 58/135           | 26/87            | 66/88            | 71                | 41                | 26                | 2                 | 260               |
| 2019-2020       | Bayern Monaco    | Bundesliga   | 18      | 1       | 250     | 18/40            | 5/26             | 17/23            | 21                | 25                | 9                 | 1                 | 68                |
| Totale carriera |                  |              |         |         |         |                  |                  |                  |                   |                   |                   |                   |                   |

#### Campionato play-off
| Stagione        | Squadra       | Competizione    | Partite | Partite | Partite | Statistiche tiro | Statistiche tiro | Statistiche tiro | Altre statistiche | Altre statistiche | Altre statistiche | Altre statistiche | Altre statistiche |
| Stagione        | Squadra       | Competizione    | Pres.   | Titol.  | Minuti  | Tiri da 2        | Tiri da 3        | Liberi           | Rimb.             | Assist            | Rubate            | Stopp.            | Punti             |
| --------------- | ------------- | --------------- | ------- | ------- | ------- | ---------------- | ---------------- | ---------------- | ----------------- | ----------------- | ----------------- | ----------------- | ----------------- |
| 2015            | Aquila Trento | Playoff Serie A | 3       | 0       | 25      | 3/6              | 1/5              | 0/0              | 3                 | 1                 | 0                 | 0                 | 9                 |
| 2016            | Aquila Trento | Playoff Serie A | 3       | 0       | 26      | 1/4              | 1/4              | 1/2              | 2                 | 0                 | 0                 | 0                 | 6                 |
| 2017            | Aquila Trento | Playoff Serie A | 14      | 1       | 301     | 24/46            | 19/46            | 30/39            | 34                | 22                | 13                | 2                 | 135               |
| 2018            | Aquila Trento | Playoff Serie A | 7       | 1       | 169     | 15/35            | 7/23             | 11/12            | 8                 | 9                 | 7                 | 0                 | 62                |
| 2019            | Aquila Trento | Playoff Serie A | 5       | 0       | 78      | 2/16             | 1/6              | 3/6              | 10                | 5                 | 5                 | 0                 | 10                |
| Totale carriera |               |                 |         |         |         |                  |                  |                  |                   |                   |                   |                   |                   |

#### Coppa Italia
| Stagione        | Squadra       | Competizione | Partite | Partite | Partite | Statistiche tiro | Statistiche tiro | Statistiche tiro | Altre statistiche | Altre statistiche | Altre statistiche | Altre statistiche | Altre statistiche |
| Stagione        | Squadra       | Competizione | Pres.   | Titol.  | Minuti  | Tiri da 2        | Tiri da 3        | Liberi           | Rimb.             | Assist            | Rubate            | Stopp.            | Punti             |
| --------------- | ------------- | ------------ | ------- | ------- | ------- | ---------------- | ---------------- | ---------------- | ----------------- | ----------------- | ----------------- | ----------------- | ----------------- |
| 2016            | Aquila Trento | Coppa Italia | 2       | 0       | 32      | 1/3              | 3/4              | 2/2              | 2                 | 2                 | 0                 | 0                 | 13                |
| Totale carriera |               |              |         |         |         |                  |                  |                  |                   |                   |                   |                   |                   |

#### Supercoppa italiana
| Stagione        | Squadra       | Competizione        | Partite | Partite | Partite | Statistiche tiro | Statistiche tiro | Statistiche tiro | Altre statistiche | Altre statistiche | Altre statistiche | Altre statistiche | Altre statistiche |
| Stagione        | Squadra       | Competizione        | Pres.   | Titol.  | Minuti  | Tiri da 2        | Tiri da 3        | Liberi           | Rimb.             | Assist            | Rubate            | Stopp.            | Punti             |
| --------------- | ------------- | ------------------- | ------- | ------- | ------- | ---------------- | ---------------- | ---------------- | ----------------- | ----------------- | ----------------- | ----------------- | ----------------- |
| 2017            | Aquila Trento | Supercoppa italiana | 1       | 0       | 15      | 0/1              | 0/1              | 1/2              | 2                 | 0                 | 0                 | 0                 | 1                 |
| 2018            | Aquila Trento | Supercoppa italiana | 1       | 1       | 30      | 2/6              | 1/3              | 4/5              | 4                 | 6                 | 2                 | 0                 | 11                |
| Totale carriera |               |                     |         |         |         |                  |                  |                  |                   |                   |                   |                   |                   |

### Eurolega
| Anno      | Squadra        | PG | PT | MP   | TC%  | 3P%  | TL%  | RP  | AP  | PRP | SP  | PP  |
| --------- | -------------- | -- | -- | ---- | ---- | ---- | ---- | --- | --- | --- | --- | --- |
| 2019-2020 | Bayern Monaco  | 22 | 0  | 8,5  | 35,6 | 14,3 | 72,7 | 0,5 | 0,6 | 0,1 | 0,1 | 1,9 |
| 2020-2021 | Bayern Monaco  | 22 | 4  | 5,3  | 37,0 | 37,5 | 80,0 | 0,5 | 0,7 | 0,1 | 0,0 | 1,2 |
| 2023-2024 | Olimpia Milano | 26 | 8  | 13,9 | 37,5 | 28,6 | 88,9 | 1,0 | 1,1 | 0,7 | 0,0 | 4,6 |
| 2024-2025 | Olimpia Milano | 13 | 0  | 8,7  | 33,3 | 41,7 | 0,0  | 0,5 | 1,1 | 0,3 | 0,0 | 1,8 |
| Carriera  | Carriera       | 83 | 12 | 9,4  | 36,5 | 28,9 | 81,8 | 0,7 | 0,9 | 0,3 | 0,0 | 2,6 |

### Eurocup
| Anno      | Squadra       | PG | PT | MP   | TC%  | 3P%  | TL%  | RP  | AP  | PRP | SP  | PP   |
| --------- | ------------- | -- | -- | ---- | ---- | ---- | ---- | --- | --- | --- | --- | ---- |
| 2015-2016 | Aquila Trento | 22 | 4  | 15,1 | 42,7 | 37,5 | 84,6 | 1,1 | 1,0 | 0,6 | 0,0 | 5,8  |
| 2017-2018 | Aquila Trento | 16 | 3  | 20,9 | 29,3 | 12,2 | 79,5 | 2,1 | 2,2 | 0,9 | 0,0 | 6,4  |
| 2018-2019 | Aquila Trento | 8  | 2  | 26,5 | 41,9 | 26,1 | 72,7 | 3,0 | 3,1 | 1,4 | 0,2 | 10,2 |
| 2021-2022 | Aquila Trento | 15 | 15 | 27,1 | 38,1 | 28,9 | 82,0 | 3,1 | 2,9 | 0,8 | 0,0 | 10,4 |
| 2022-2023 | Aquila Trento | 16 | 15 | 27,4 | 42,0 | 41,5 | 83,1 | 3,6 | 4,6 | 1,2 | 0,0 | 12,9 |
| Carriera  | Carriera      | 77 | 39 | 22,4 | 38,7 | 30,4 | 80,7 | 2,4 | 2,6 | 0,9 | 0,0 | 8,8  |

### Nazionale
| Cronologia completa delle presenze e dei punti in Nazionale - Italia | Cronologia completa delle presenze e dei punti in Nazionale - Italia | Cronologia completa delle presenze e dei punti in Nazionale - Italia | Cronologia completa delle presenze e dei punti in Nazionale - Italia | Cronologia completa delle presenze e dei punti in Nazionale - Italia | Cronologia completa delle presenze e dei punti in Nazionale - Italia | Cronologia completa delle presenze e dei punti in Nazionale - Italia | Cronologia completa delle presenze e dei punti in Nazionale - Italia |
| Data                                                                 | Città                                                                | In casa                                                              | Risultato                                                            | Ospiti                                                               | Competizione                                                         | Punti                                                                | Note                                                                 |
| -------------------------------------------------------------------- | -------------------------------------------------------------------- | -------------------------------------------------------------------- | -------------------------------------------------------------------- | -------------------------------------------------------------------- | -------------------------------------------------------------------- | -------------------------------------------------------------------- | -------------------------------------------------------------------- |
| 23/02/2018                                                           | Treviso                                                              | Italia                                                               | 80 - 62                                                              | Paesi Bassi                                                          | Qual. Mondiali 2019                                                  | 10                                                                   | [ 3 ]                                                                |
| 26/02/2018                                                           | Cluj-Napoca                                                          | Romania                                                              | 50 - 101                                                             | Italia                                                               | Qual. Mondiali 2019                                                  | 9                                                                    | [ 4 ]                                                                |
| 07/09/2018                                                           | Amburgo                                                              | Rep. Ceca                                                            | 87 - 80                                                              | Italia                                                               | Torneo amichevole                                                    | 0                                                                    | [ 5 ]                                                                |
| 08/09/2018                                                           | Amburgo                                                              | Germania                                                             | 62 - 71                                                              | Italia                                                               | Torneo amichevole                                                    | 0                                                                    | [ 6 ]                                                                |
| 22/02/2019                                                           | Varese                                                               | Italia                                                               | 75 - 41                                                              | Ungheria                                                             | Qual. Mondiali 2019                                                  | 0                                                                    | [ 7 ]                                                                |
| 25/02/2019                                                           | Klaipėda                                                             | Lituania                                                             | 86 - 73                                                              | Italia                                                               | Qual. Mondiali 2019                                                  | 0                                                                    | [ 8 ]                                                                |
| 26/11/2021                                                           | San Pietroburgo                                                      | Russia                                                               | 92 - 78                                                              | Italia                                                               | Qual. Mondiali 2023                                                  | 5                                                                    | [ 9 ]                                                                |
| 29/11/2021                                                           | Milano                                                               | Italia                                                               | 75 - 73                                                              | Paesi Bassi                                                          | Qual. Mondiali 2023                                                  | 6                                                                    | [ 10 ]                                                               |
| 27/02/2022                                                           | Bologna                                                              | Italia                                                               | 95 - 87                                                              | Islanda                                                              | Qual. Mondiali 2023                                                  | 4                                                                    | [ 11 ]                                                               |
| 25/06/2022                                                           | Trieste                                                              | Italia                                                               | 71 - 90                                                              | Slovenia                                                             | Amichevole                                                           | 5                                                                    | [ 12 ]                                                               |
| 23/02/2023                                                           | Livorno                                                              | Italia                                                               | 85 - 75                                                              | Ucraina                                                              | Qual. Mondiali 2023                                                  | 0                                                                    | [ 13 ]                                                               |
| 26/02/2023                                                           | Cáceres                                                              | Spagna                                                               | 68 - 72                                                              | Italia                                                               | Qual. Mondiali 2023                                                  | 5                                                                    | [ 14 ]                                                               |
| 22/02/2024                                                           | Pesaro                                                               | Italia                                                               | 87 - 80                                                              | Turchia                                                              | Qual. Euro 2025                                                      | 0                                                                    | [ 15 ]                                                               |
| 25/11/2024                                                           | Reggio Emilia                                                        | Italia                                                               | 74 - 81                                                              | Islanda                                                              | Qual. Euro 2025                                                      | 10                                                                   | [ 16 ]                                                               |
| Totale                                                               |                                                                      | Presenze                                                             | 14                                                                   |                                                                      | Punti                                                                | 54                                                                   |                                                                      |

- Massimo di punti segnati con l'Italia under 16: 17 (vs Spagna)
- Massimo di punti segnati con l'Italia under 18: 27 (vs Lituania)
- Massimo di punti segnati con l'Italia under 19: 25 (vs Spagna)
- Massimo di punti segnati con l'Italia under 20: 20 (vs Serbia)
- Massimo di punti segnati con l'Italia: 10 (vs Olanda)

## Palmarès

### Club
- Coppa di Germania: 1

Bayern Monaco: 2020-2021
- Campionato italiano: 1

Olimpia Milano 2023-2024
- Supercoppa italiana: 1

Olimpia Milano: 2024

### Individuale
- Miglior Under-22 della Serie A: 3

Aquila Trento: 2015-2016, 2016-2017, 2017-2018